# Plaines de Barbezières à Gourville
Les plaines de Barbezières à Gourville sont un site Natura 2000 « directive Oiseaux » situé dans le département de la Charente, en France.

## Localisation
Les plaines de Barbezières à Gourville sont situées au nord-ouest de la Charente, sur les cantons d'Aigre et Rouillac.
Ce sont les parties des communes d'Auge-Saint-Médard, Barbezières, Bonneville, Gourville, Mons, Montigné, Oradour, Ranville-Breuillaud, Verdille,,.

## Géographie
Le site présente une forme ovale irrégulière d'environ 12 km dans sa plus grande dimension du nord-ouest au sud-est et 8 km transversalement pour une superficie de 8 108 ha.
Cette plaine présente un léger vallonnement avec une altitude maximale de 132 mètres et minimale de 72 mètres,.

## Historique du site
Le site Natura 2000 plaines de Barbezières à Gourville fait partie de la liste nationale française des sites soumis à la formation du réseau Natura 2000 et a été intégré au réseau Natura 2000 sous le numéro FR5412023. Il a été classé zone de protection spéciale (ZPS) en juillet 2004.
Dans le cadre de la mise en œuvre de la directive européenne n° 79/409/cee du 2 avril 1979 dite directive «oiseaux» il est projeté l'élaboration du document d'objectif (DOCOB) du site Natura 2000 : FR5412023 « les plaines de Barbezières à Gourville ».

## Espèces d'intérêt communautaire
C'est la principale zone résiduelle pour l'Outarde canepetière espèce en grand danger de disparition, parmi les 142 655 ha concernés de l'ancienne région Poitou-Charentes.